# Natacha Harlequin
Natacha Harlequin (Delft, 7 augustus 1973) is een Nederlandse strafpleiter.

## Biografie
De ouders van Harlequin zijn Surinaams. Voor zij geboren werd kregen ze al een kind, dat in het eerste levensjaar overleed. Ze groeide op in het Westland. Haar moeder werkte daar als leerkracht op een basisschool, haar vader werkte bij Delta Lloyd.
In 1993 begon Harlequin met de studie Rechtsgeleerdheid aan de Universiteit Leiden, waar ze ook lid was van studentenvereniging Minerva.
In 2002 werd ze in Amsterdam beëdigd als advocate en begon ze te werken op een kantoor in deze stad. Daarna hield ze zich bij een advocatenkantoor in Utrecht voornamelijk bezig met complexe levensdelicten en omvangrijke drugszaken. Sinds 2008 is ze samen met haar man eigenaar van advocatenbureau Taekema Harlequin Advocaten in Den Haag. Haar specialisatie ligt op het gebied van gewelds- en levensdelicten, evenals oplichtings- en witwaspraktijken. In 2019 werd Harlequin verkozen tot beste vrouwelijke advocaat van Nederland.

## Televisieprogramma's
Harlequin was geregeld te zien op televisie. Ze deed mee aan praatprogramma's, waaronder Pauw, Jinek en De Wereld Draait Door. In 2019 was ze vaste gast in het eerste seizoen van het programma Ladies Night van Net5. Anno 2020 was ze meermaals gast bij Op1 en M. Ze nam voornamelijk deel aan gesprekken over racisme. Op maandag 22 juni 2020 gaf ze in het televisieprogramma Veronica Inside haar mening over (door sommigen als racistisch gekenmerkte) uitspraken van Johan Derksen.
Op 31 augustus 2020 was haar eerste uitzending als presentator en gespreksleider, samen met Mart Grol, van het dagelijkse live-televisieprogramma Dit Vindt Nederland! van SBS6. Omdat de kijkcijfers tegenvielen was de laatste uitzending op 9 oktober. Sindsdien maakt ze onderdeel uit van het deskundigenpanel van Shownieuws.
In 2023 was Harlequin het hert in The Masked Singer.